# Frédéric II de Saluces
Fredéric II de Saluces (en italien : Federico II del Vasto ou di Saluzzo) né en 1332 mort en 1396 inhumé dans  l'église du couvent des dominicains de Saluces marquis de Saluces de 1357 à 1396. 

## Biographie
Frédéric II est le fils du marquis Thomas II de Saluces et de son épouse Richarde (qui teste en 1361) fille de Galéas Ier Visconti. Il  succède à son père en 1357 mais il  hérite d'une position très affaiblie par la récente guerre civile qui a opposé jusqu'en 1344 son grand-père Frédéric Ier (mort en 1336) puis son père à Manfred V (mort en 1389/1392) demi-frère de Frédéric Ier et qui l'oblige à passer un accord avec son grand-oncle à qui il abandonne plusieurs seigneuries afin de conclure une paix définitive.  
Les relations sont tendues désormais avec la maison de Savoie à qui Frédéric II refuse l'Hommage lige en représailles Amédée VI de Savoie lui enlève Barge et Revello. A la recherche d'alliés, il fait hommage à Barnabé Visconti le 26 février 1360 ce qui lui aliène ses frères cadets qui prennent le parti du comte de Savoie. Entouré d'ennemis dans le Piémont, Frédéric II n'a d'autre issue que de rechercher la protection de la cour de France. En avril 1375 Frédéric II jure allégeance au jeune dauphin de France, lui soumettant l'ensemble du marquisat. En 1360, il épouse Béatrice de Genève (it), fille d'Hugues de Genève, opposant acharné à la maison de Savoie.
Au cours des quarante années suivantes la maison de Saluces, menacée en permanence par la Savoie, a recours à l'aide des Français, leur demandant  d'intervenir en sa faveur dans les querelles transalpines . 
En 1376, Frédéric se rend à Paris et obtient du roi de Charles V de France  que les différends qui l'opposent à la Savoie  soient tranchés devant le parlement de Paris. En 1384 Frédéric II revendique une partie de l'héritage de la reine Jeanne Ire de Naples dans le Piémont et occupe diverses localités dans la vallée de la Stura di Demonte Amédée VII de Savoie intervient et annexe le 28 janvier 1385 Castellar et d'autres petites cités.
Frédéric II renouvelle sa vassalité au dauphin Charles (mort en 1401) fils de Charles VI de France. Amédée VII de Savoie proteste mais la reine Isabeau de Bavière et le duc Louis de Touraine qui dirigeait la diplomatie française depuis 1392 soutiennent sa cause. L'hostilité avec la Savoie se poursuit et en 1394 Thomas comte de Carmagnola, fis ainé et héritier de Frédéric II, est battu et capturé par Amédée de Piémont. Il est détenu pendant près de deux ans à Turin et pour se libérer il doit payer une rançon de 20 000 florins d'or. Frédéric II meurt en 1396 et Thomas III lui succède.
Le règne de Frédéric II de Saluces est la première étape du processus de vassalisation du marquisat par la France qui mènera, au XVIe siècle, après la mort de Gabriel  de Saluces à l'incorporation de ses domaines dans le royaume de France.

## Famille
Frédéric II de Saluces épouse en 1360 Béatrice de Genève (it), fille du seigneur Hugues de Genève et de son épouse Isabelle, dame d'Anthon (après 1405),, avec qui il a neuf enfants :
- Thomas III de Saluces († 1416), son successeur ;
- Amédée de Saluces († 1419) ;
- Pierre(† 1412), chanoine au chapitre de Lyon et du Puy ; évêque de Mende ;
- Hugues, seigneur de  Sanfronte, Morny, Monreale et Bastide, ∞ (1391) Marguerite des Baux, fille de Bertrand, seigneur de Jonquières, et de Bronde Adhémar-Grignan ;
- Robert (cité en 1381), moine dominicain ;
- Jacques, moine Dominicain ;
- Paula ∞ (1) Francesco [II] del Carretto, seigneur di Millesimo (mort en 1385/1386), ∞ (2) (1388) Framonte de Cars ;
- Violante ∞ (1389) Antonio de Porri, sonte de Pollenzo, Pocapaglia, San Vittore et Braida, marquis de Val Brebbia ;
- Constance ∞ seigneur de Soult, puis Jean III de Sancerre (1334-1402/1403).